# Adolphe de Tarlé
Pour les autres membres de la famille, voir Famille de Tarlé.
Adolphe de Tarlé, né le 24 juillet 1788 à Marolles-en-Brie Val de Marne et mort le 14 octobre 1868 à Versailles, est un lieutenant général français.

## Biographie
Fils de Benoît-Joseph de Tarlé, intendant en chef de l'armée de Rochambeau, Adolphe de Tarlé est élève de l'École militaire de Saint-Cyr en 1805 et en sort sous-lieutenant au 76e de ligne en 1806. Il prend part à la campagne de Prusse, puis à celles d'Espagne et de Russie.
Il passe chef de bataillon d'infanterie en 1823 et assiste à l'expédition de Morée.
Chef d'état-major sous la Restauration, il obtint d'aller en Égypte pour organiser l'armée de Méhémet-Ali.
Colonel en 1832, puis maréchal de camp en 1839, il commande l'École militaire de Saint-Cyr. Il est promu lieutenant général en 1846 et nommé directeur au Ministère de la Guerre et commissaire du roi auprès de la Chambre des députés.
Il est mis à la retraite par le gouvernement provisoire après la Révolution française de 1848.
En 1849, il est élu conseiller d'État par l'Assemblée législative, et conserva ces fonctions jusqu'en 1852, après les décrets sur les biens de la famille d'Orléans.

## Distinctions
- Grand officier de la Légion d'honneur (9 aout 1859)[1]